# Dicranopygium idrobonis
Dicranopygium idrobonis är en enhjärtbladig växtart som beskrevs av Gunnar Wilhelm Harling. Dicranopygium idrobonis ingår i släktet Dicranopygium och familjen Cyclanthaceae. Inga underarter finns listade.